# Fantastic Max
Fantastic Max est une série télévisée d'animation américaino-britannique en vingt-six épisodes de 22 minutes, diffusée entre le 17 septembre 1988 et le 21 janvier 1990 sur BBC One et en syndication.

## Fiche technique
Sauf indication contraire, les informations mentionnées dans cette section peuvent être confirmées par la base de données cinématographiques IMDb,  présente dans la section « Liens externes ».
- Titre original : Fantastic Max
- Réalisation : Oscar Dufau, Don Lusk, Paul Sommer et Ray Patterson
- Scénario : Kelly Ward, Mark Young, Ken Knox, Marion Wells, Mike Young, John Bonaccorsi, Kristina Mazzotti, Scott Shaw, Gary Greenfield, Dean Stefan, Terrie Collins, Kristina Luckey, Thomas J. Spath, Fred Kron, Cliff MacGillivray, Michelle Rifkin et Judy Rothman Rofé
- Photographie :
- Musique : Clark Gassman et Michael Tavera
- Casting : Andrea Romano et Kris Zimmerman
- Montage : Gil Iverson
- Décors :
- Production : Charles Grosvenor, John Parkinson et Mike Young
  - Producteur délégué : Joseph Barbera et William Hanna
  - Producteur superviseur : Jeff Segal
- Sociétés de production : Hanna-Barbera Productions, S4C, Kalisto Entertainment, Booker PLC et Tanaka Promotion
- Société de distribution : Worldvision Enterprises
- Chaîne d'origine : BBC One
- Pays d'origine :  États-Unis et  Royaume-Uni
- Langue originale : anglais
- Genre : Animation
- Durée : 22 minutes

## Distribution

### Acteurs principaux
- Ben Ryan Ganger : Maxwell Arnold Young
- Gregg Berger : A.B. Sitter
- Nancy Cartwright : FX et autres personnages
- Elisabeth Harnois : Zoe Young

### Acteurs secondaires et invités
- Gail Matthius : Arlene Young
- Paul Eiding : Arnold Young
- Frank Welker
- Benji Gregory : Benjamin Letterman
- Tim Curry
- René Auberjonois
- George Ball
- Susan Blu
- Earl Boen
- Sorrell Booke
- Hamilton Camp
- Townsend Coleman
- Peter Cullen
- Brian Cummings
- Jennifer Darling
- Richard Erdman
- Joan Gerber
- Dan Gilvezan
- Dorian Harewood
- Phil Hartman
- Dana Hill
- Jerry Houser
- Arte Johnson
- Maurice LaMarche
- Michael Lembeck
- Aaron Lohr
- Danny Mann
- Kenneth Mars
- Kellie Martin
- Nan Martin
- Chuck McCann
- Don Messick
- Brian Stokes Mitchell
- Howard Morris
- Lorenzo Music
- Alan Oppenheimer
- Rob Paulsen
- Neil Ross
- Avery Schreiber
- Susan Silo
- John Stephenson
- Russi Taylor
- Susan Tolsky
- B. J. Ward
- Jimmy Weldon
- Edward Winter

## Épisodes

### Saison 1
1. The Loon in the Moon
2. Toys Will Be Toys
3. All in a Babe's Work
4. The Big Sleep
5. Attack of the Cubic Rubes
6. Monkey See, Monkey Zoo
7. Cooking Mother's Goose
8. Journey to the Center of my Sister
9. Carrot Encounters of the Third Kind
10. The Baby Who Fell to Earth
11. Beacon Blanket Baby
12. Slitches in Time
13. From Here to Twinkle, Twinkle

### Saison 2
1. Boo Who?
2. Ben, the Blackmailer
3. Cowboy Max
4. Straight Flush
5. Rats Like Us
6. Grab Bag Rag
7. Movie Star Max
8. To Tell the Tooth
9. Dr. Max & Baby Hyde
10. Guess Who's Coming to Dinar?
11. A.B., Phone Home
12. Puzzle, Puzzle, Toil & Trouble
13. Blarney Fife